# اندیس مرمریت حرمک
مرمریت حرمک یک اندیس مصالح ساختمانی است که در حوالی شهر زاهدان استان سیستان و بلوچستان قرار دارد و مادهٔ معدنی موجود در آن، مرمریت است؛ و دیرینگی آن به دوران کواترنری می‌رسد.